# 克利薩

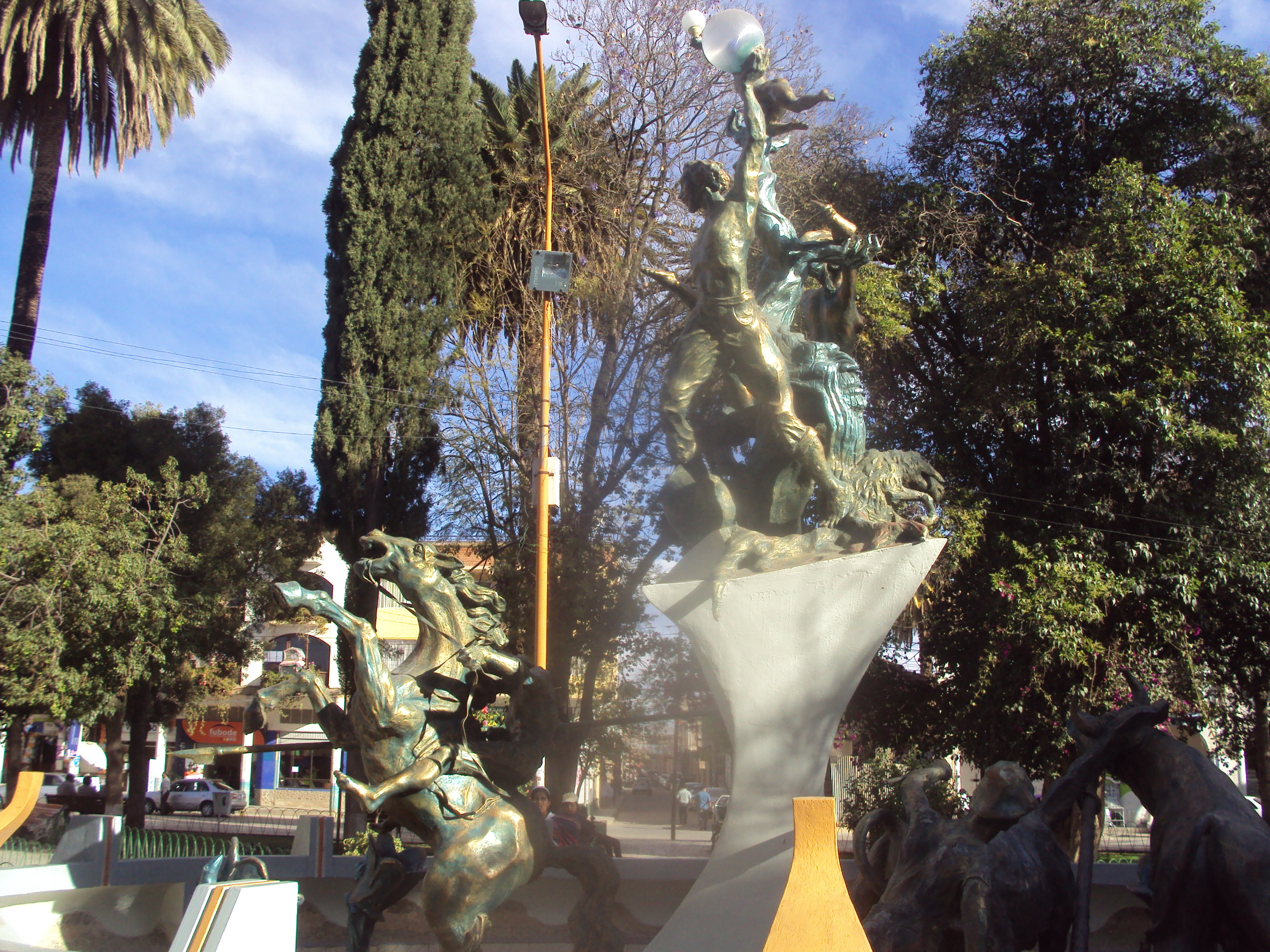
克利薩

克利薩是玻利維亞的城鎮，由科恰班巴負責管轄，位於該國中部，距離首府科恰班巴41公里，面積305平方公里，海拔高度2,750米，每年平均降雨量約450毫米，2012年人口8,932。

## 外部連結
- World Gazetteer